# Grässvalting
Grässvalting (Alisma gramineum) är en enhjärtbladig växtart som beskrevs av Alexandre Louis Alexander Ludwig Simon Lejeune. Grässvalting ingår i släktet kranssvaltingar, och familjen svaltingväxter. Inga underarter finns listade i Catalogue of Life.
Grässvaltning som upptas på Internationella naturvårdsunionens rödlista har tidigare förekommit i Sverige men klassas nu som nationellt utdöd.

## Bildgalleri

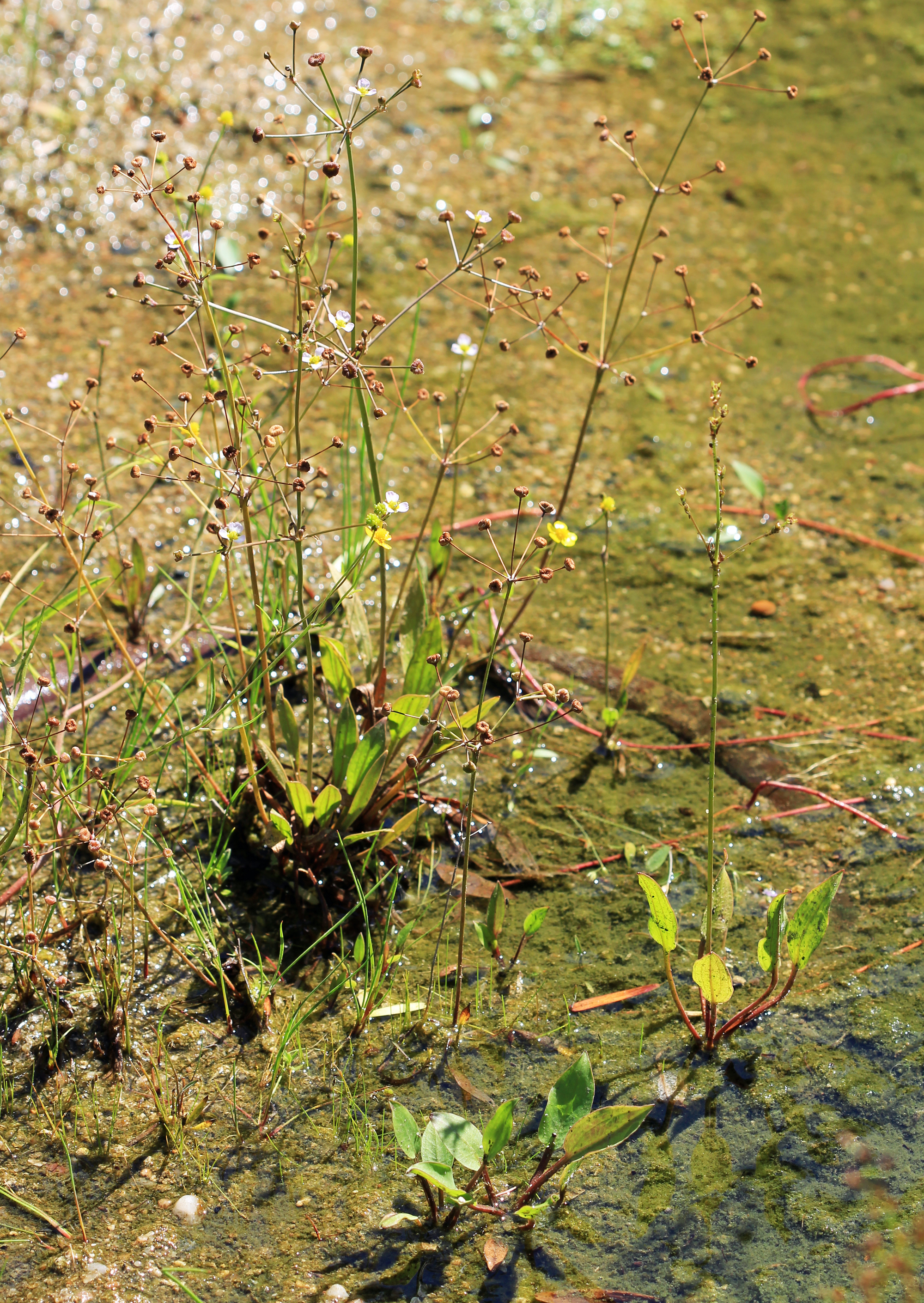